# Pinguicula gigantea
Pinguicula gigantea är en tätörtsväxtart som beskrevs av H. Luhrs. Pinguicula gigantea ingår i släktet tätörter, och familjen tätörtsväxter. Inga underarter finns listade i Catalogue of Life.

## Bildgalleri

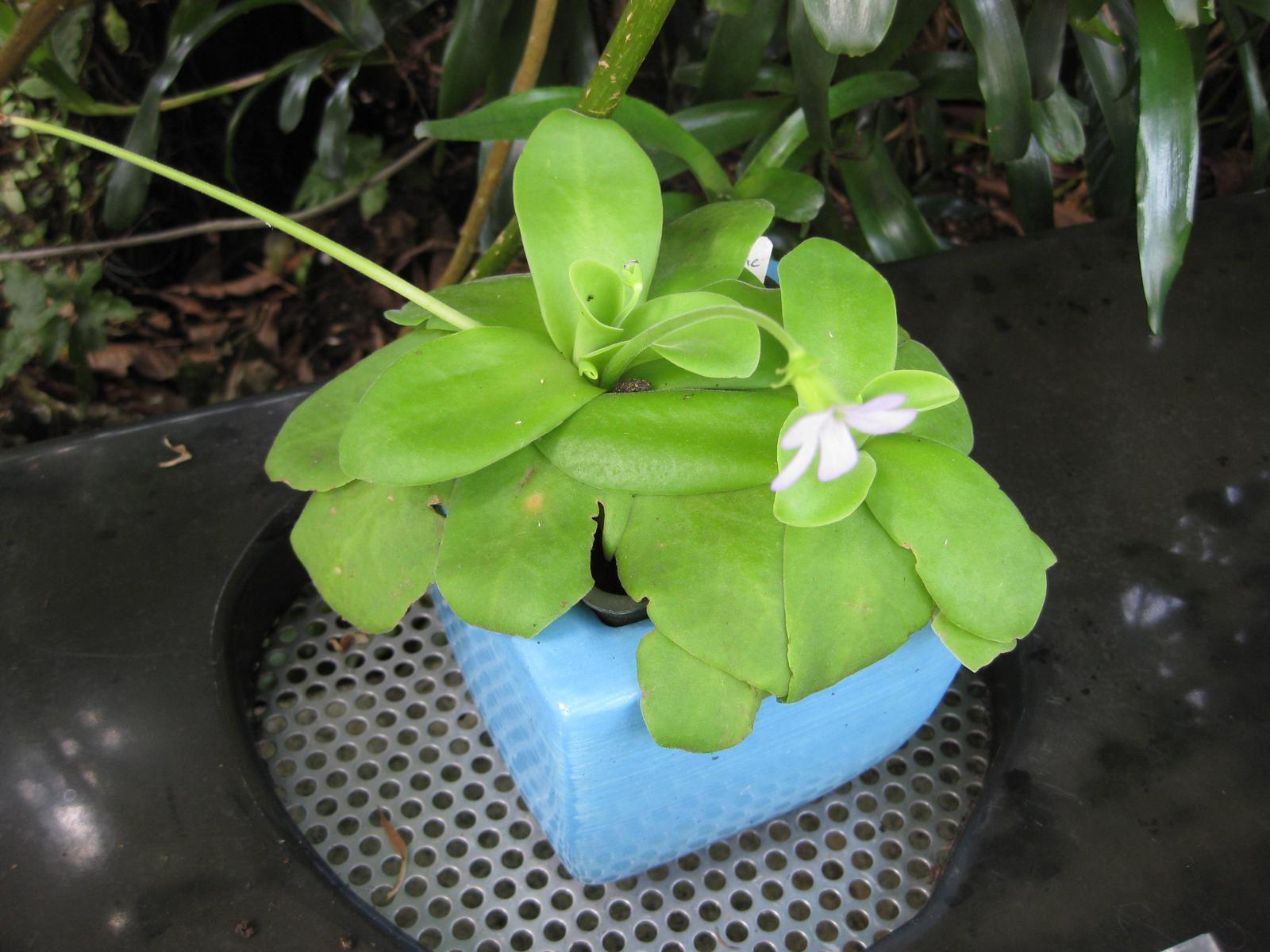
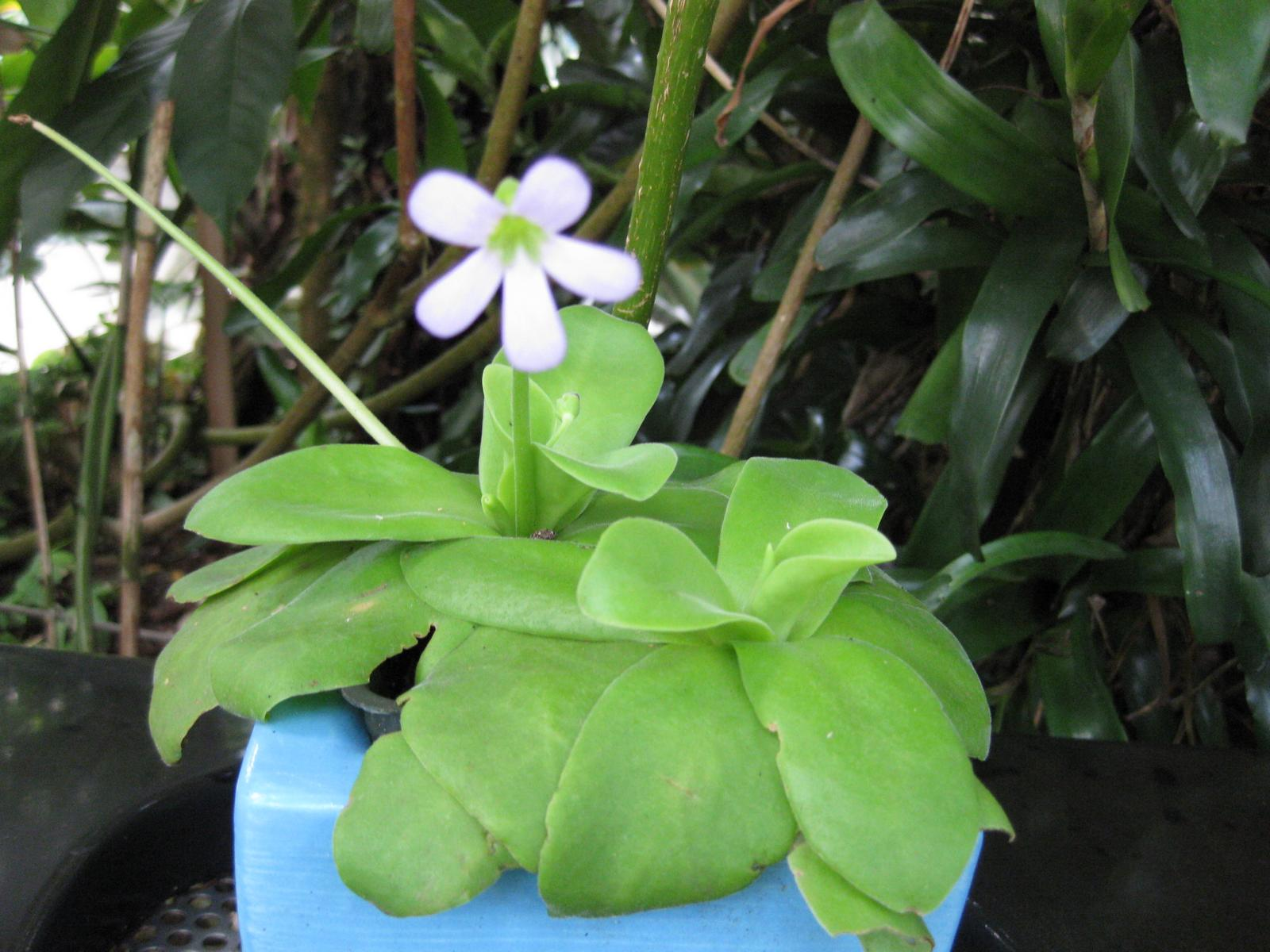
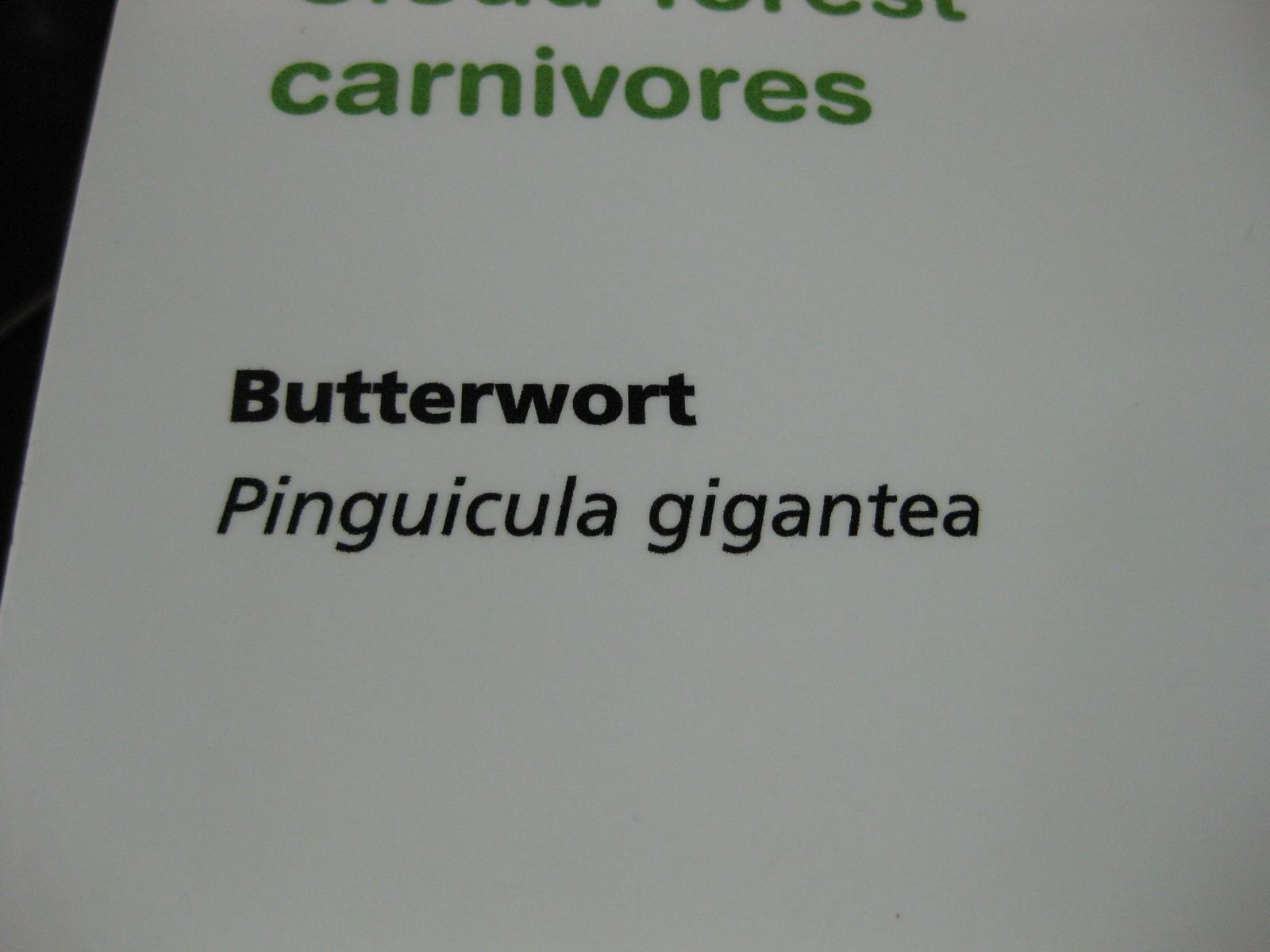
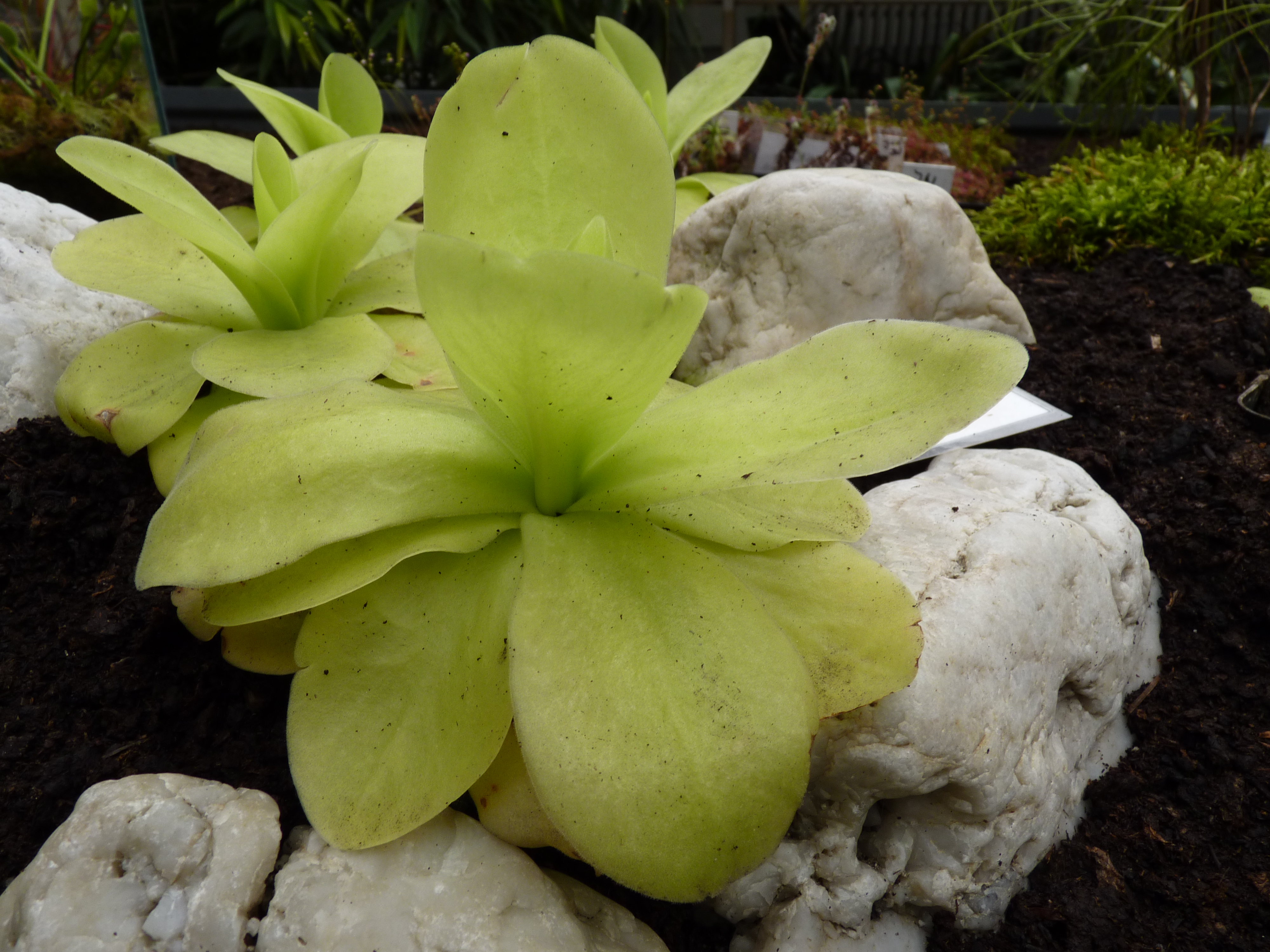
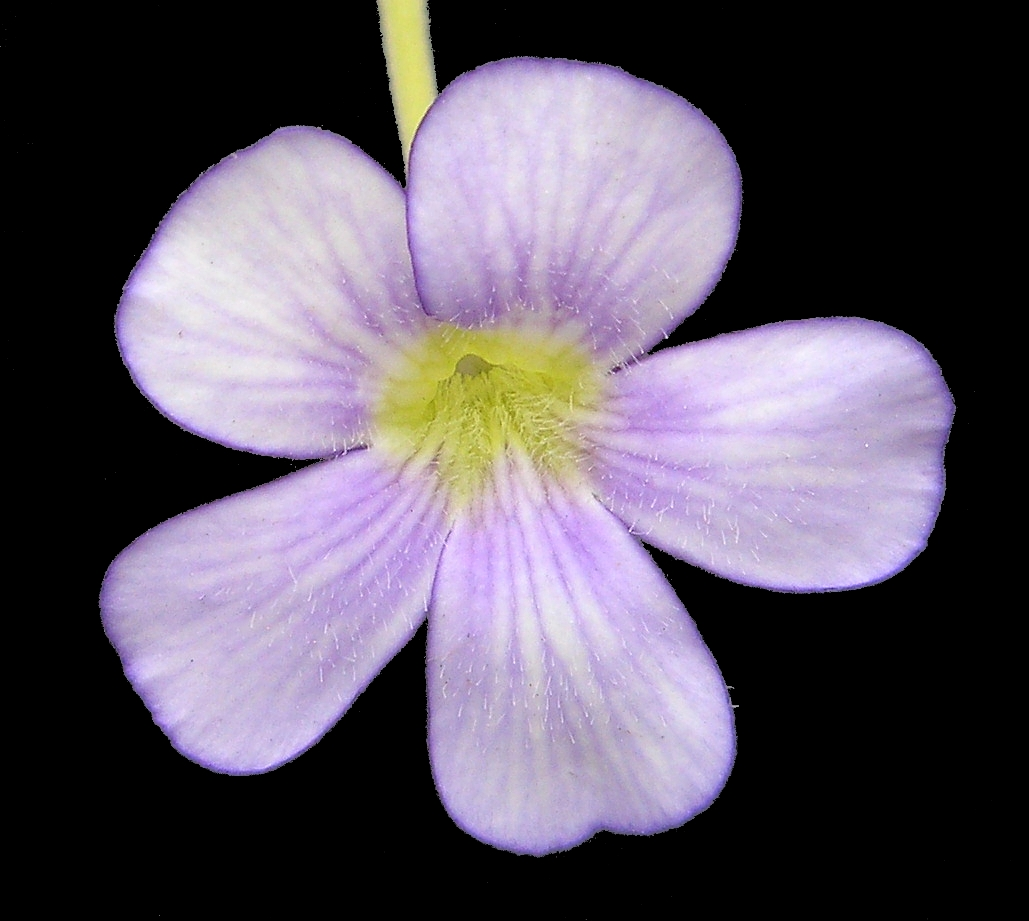
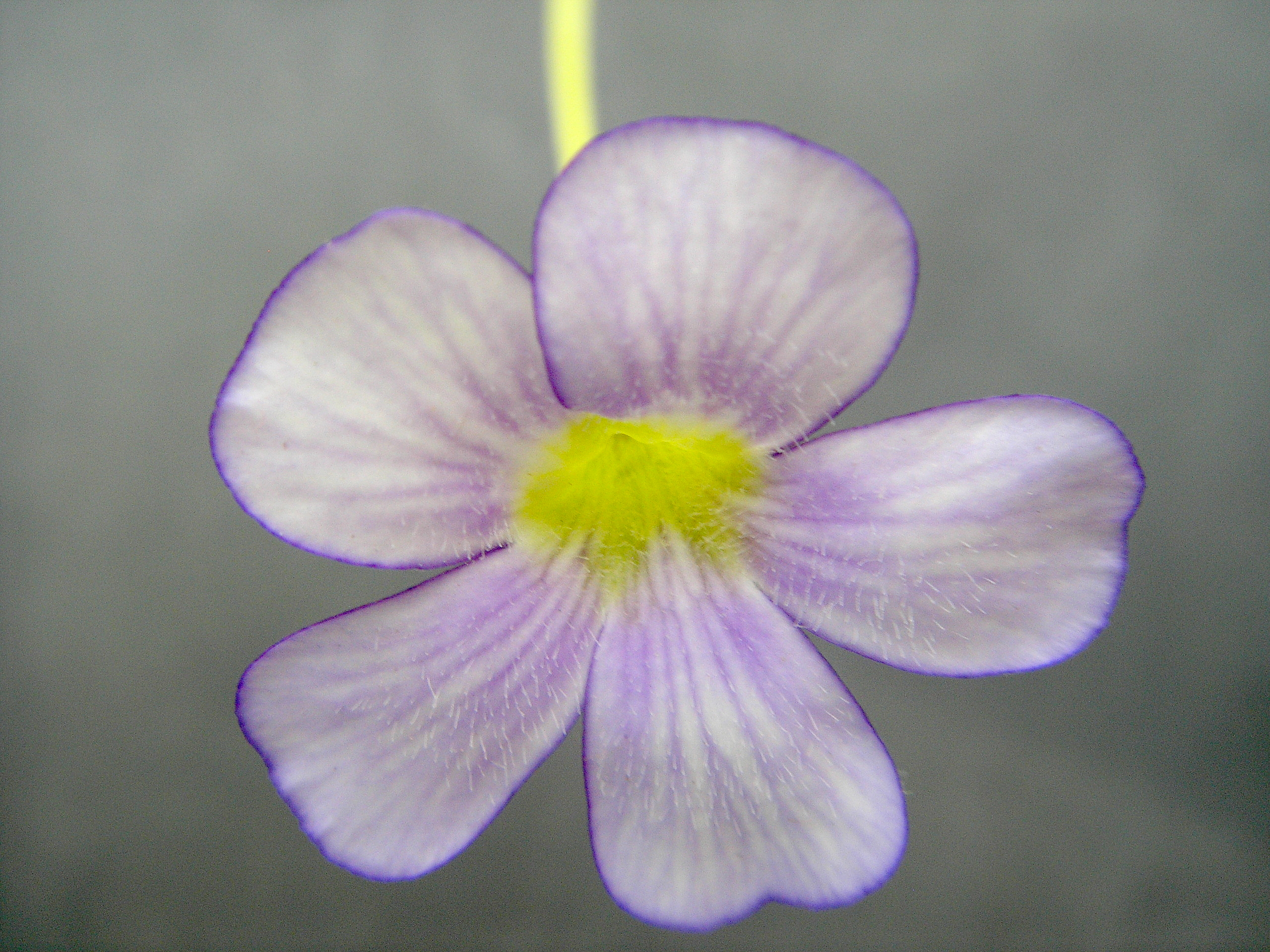